# Osiedle Mikołaja Kopernika (Legnica)
Osiedle Mikołaja Kopernika w Legnicy – osiedle mieszkaniowe w Legnicy położone we wschodniej części miasta, w obrębach geodezyjnych 13 – Przedmieście Wrocławskie i częściowo 18 – Bielany.
Granice osiedla wyznaczają: ulica Wrocławska na północy (na odcinku od Moniuszki do linii kolejowej), linia kolejowa nr 137 Legnica-Katowice na wschodzie, ulice: Biegunowa, Radosna i J. Malczewskiego na południu oraz aleja Rzeczypospolitej i ulica St. Moniuszki na zachodzie.
Osiedle sąsiaduje z:
- od północy – cmentarzem komunalnym,
- od wschodu – dzielnicą Piekary Wielkie i Osiedlem Piekary,
- od południa – dzielnicą Bielany,
- od zachodu – dzielnicą Kartuzy (Zakaczawie).

Osiedle dzieli się na dwie podstawowe jednostki, rozdzielone dwupasmową arterią komunikacyjną wschód-zachód miasta (al. Piłsudskiego):
- Kopernik I – część położona na południe od alei Piłsudskiego,
- Kopernik II – część położona na północ od alei Piłsudskiego[2].

Na osiedlu mieszka ok. 19 000 osób.

## Historia osiedla
Osiedle powstało na terenach dawnych działek i pól uprawnych, przyłączonych do miasta przed 1945 r.. Budowę pierwszych bloków rozpoczęto w 1972 r.. Pierwotnie osiedle miało nosić nazwę Górka, jednakże w 1973 r., z okazji obchodów roku kopernikańskiego, władze miasta nadały osiedlu imię Mikołaja Kopernika. Ostatnie budynki mieszkalne oddano do użytku w 1992 r.

## Zabudowa

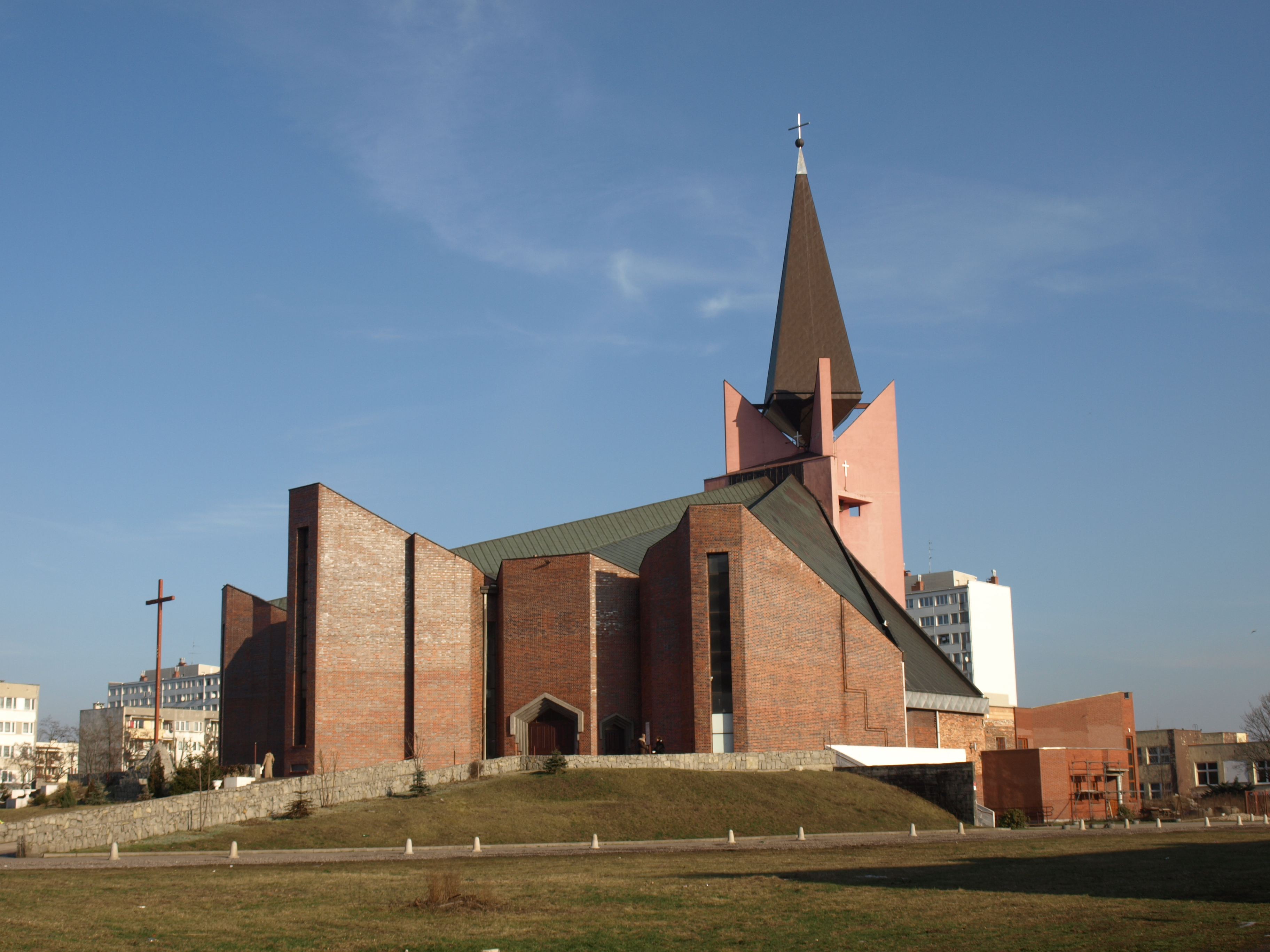
Kościół pw. Matki Bożej Królowej Polski

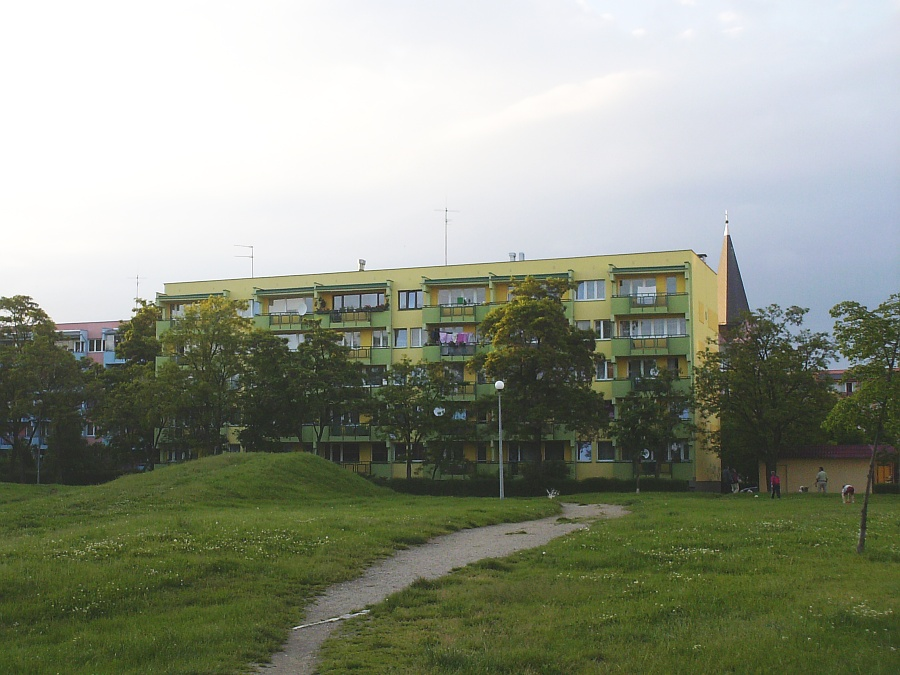
Budynek pięciokondygnacyjny w układzie 3-klatkowym (po termomodernizacji)

Podstawową zabudowę obydwu jednostek osiedla tworzą budynki wykonane w technologii Wrocławskiej Wielkiej Płyty dla Legnickiej Spółdzielni Mieszkaniowej – jedenastokondygnacyjne wieżowce ustawione w orientacji południkowej (na osi północ-południe) oraz budynki pięciokondygnacyjne ustawione w orientacji równoleżnikowej (na osi wschód-zachód). Boczne ściany wszystkich budynków nie posiadają okien, ściany frontowe nie posiadają zaś balkonów. Cechą wyróżniającą poszczególne jednostki osiedla jest długość budynków – na jednostce Kopernik II zarówno budynki niższe (6 domów), jak i wieżowce (6) posiadają urozmaicony układ klatek schodowych (pod względem ilości), podczas gdy na jednostce Kopernik I spotkać można jedynie 3 ujednolicone formy bloków – 12-kondygnacyjne wieżowce o długości 150 m posiadające 14 klatek (6) oraz 5-kondygnacyjne budynki w dwóch wariantach: z trzema (20) oraz dwunastoma klatkami (6). Całość założenia, wkomponowanego w tereny zielone, zaprojektowali architekci Bogna i Kazimierz Klimczewscy.
W późniejszych latach na osiedlu powstawały: pięć sklepów typu sam (obecnie należące do sieci Mercus, POLO, Intermarche, Społem i Biedronka), obiekty szkolno-oświatowe (żłobki, przedszkola, Szkoła Podstawowa nr 7 ze zmodernizowanym krytym basenem Delfinek), Spółdzielczy Dom Kultury Kopernik, kościół Matki Bożej Królowej Polski, kościół pw. Św. Wojciecha, tereny rekreacyjne (Park Bielański, odkryty basen), banki, Urzędy pocztowe, przychodnię, trzy pawilony usługowe, stacje paliw, parkingi, targowisko.
Ok. roku 1987 na ul. Astronomicznej na jednostce Kopernik I i w rejonie ul. Kosmicznej i Galaktycznej na jednostce Kopernik II powstały pięciokondygnacyjne budynki nawiązujące wyglądem zewnętrznym do istniejących wcześniej, wykonane jednak w technologii tradycyjnej (cegła) i odbiegające kształtem i położeniem od pierwotnego projektu. Wzdłuż al. Piłsudskiego w pobliżu ul. Horyzontalnej powstało również kilka dwukondygnacyjnych domków składających się z parterowej części usługowej i piętrowej części mieszkalnej.
W latach 1994–2014 Legnicka Spółdzielnia Mieszkaniowa przeprowadziła termomodernizację wszystkich budynków osiedla. Bloki otrzymały jednolity stylistycznie, natomiast zróżnicowany kolorystycznie wygląd według dwóch przyjętych schematów (odrębny dla wieżowców i budynków pięciokondygnacyjnych). Do lutego 2014 r. zmodernizowano w ten sposób wszystkie budynki na osiedlu.
W obrębie dzisiejszego osiedla znajduje się również kilkanaście obiektów przedwojennych. Są to m.in. budynek Szkoły Podstawowej nr 6, Archiwum Państwowego przy al. Piłsudskiego oraz gmach Zespołu Szkół Przemysłu Spożywczego i kamienice przy ul. Wrocławskiej.

## Komunikacja
Podstawowe ulice osiedla Kopernika to stanowiąca jego północną granicę ul. Wrocławska, zachodnią ul. Moniuszki oraz przecinająca osiedle na dwie jednostki dwujezdniowa al. Piłsudskiego (droga o ograniczonej liczbie skrzyżowań i przejść dla pieszych).
Ulice te są jednocześnie jedynymi, prowadzącymi ruch autobusów komunikacji miejskiej i podmiejskiej (PKS oraz przewoźników prywatnych), głównie w kierunku Prochowic i miast LGOM. Przy ul. Moniuszki znajduje się jeden przystanek autobusowy (linie: 23 i N1), przy ul. Wrocławskiej trzy (linie:  1, 2, 10, 24, 28, N1, N2), a przy al. Piłsudskiego dwa (linie: , 3, 6, 8,  15, 16, 18,  23, 28, N1, N2).
Istotne znaczenie posiada otwarty częściowo w 1987 r., a w całości w 1994 r. wiadukt w ciągu al. Piłsudskiego, łączący osiedle Kopernika z osiedlem Piekary. Pod wiaduktem znajduje się uruchomiony w 1986 r. kolejowy przystanek osobowy, noszący wbrew położeniu jedynego peronu od strony osiedla Kopernika nazwę Legnica Piekary.
Wzdłuż południowej jezdni al. Piłsudskiego, na całej długości osiedla przebiega jedyna na os. Kopernika ścieżka rowerowa.
Wszystkie drogi wewnątrzosiedlowe na os.Kopernika są równorzędne. Osiedle objęte jest również strefą ograniczonej prędkości (tzw. strefa „tempo 30”).